# Iridium Jazz Club

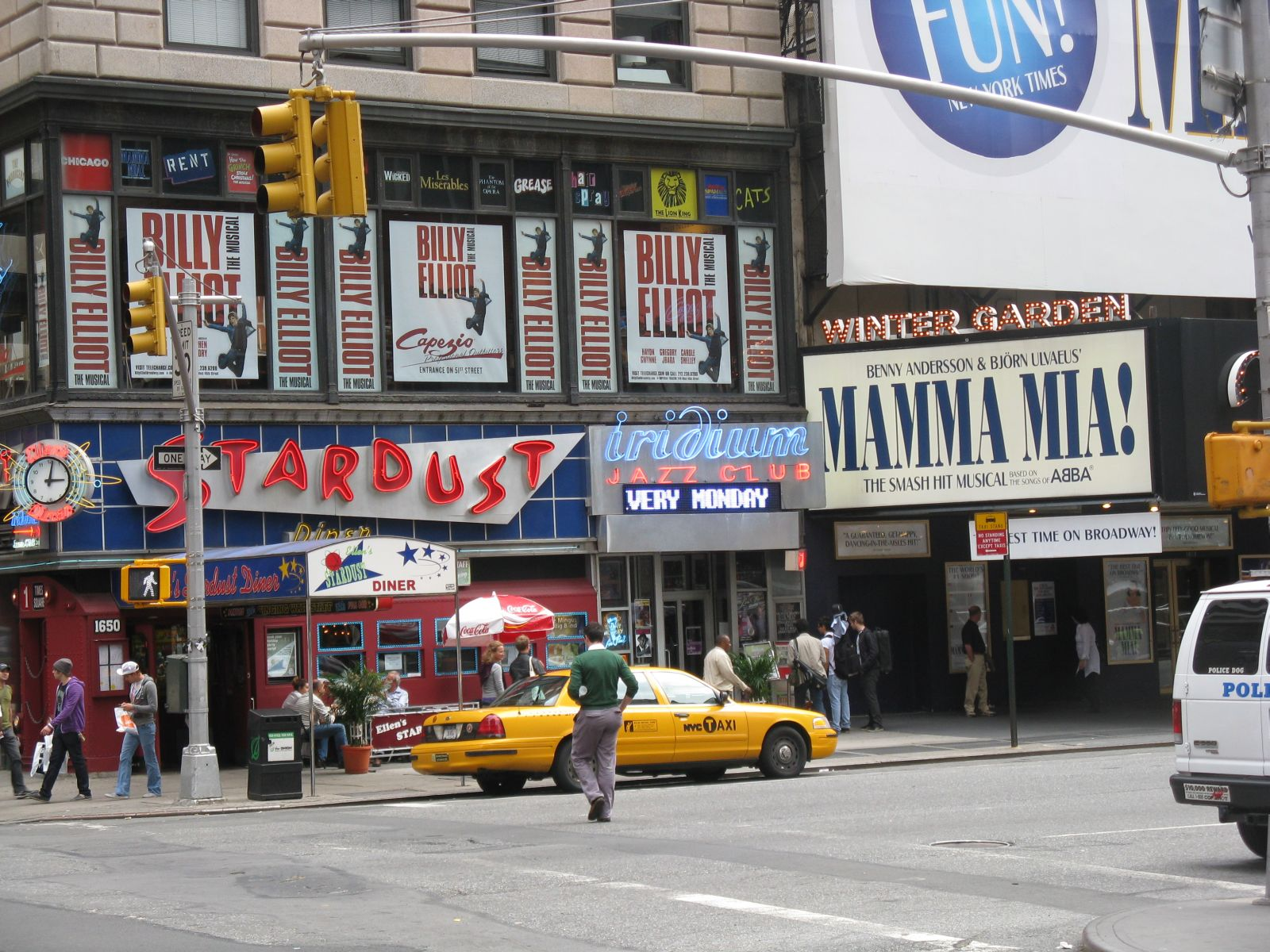
Iridium Jazz Club (New York)

Der Iridium Jazz Club ist ein seit 1994 bestehender Jazzclub in New York City.
Der Iridium Jazz Club befindet sich 1650 Broadway, Ecke 51st Street. Der Club wurde ursprünglich im Januar 1994 an der Ecke 63rd Street und 8th Avenue gegründet. Dieses erste Lokal, Iridium Room Jazz Club, befand sich im Basement unter dem Merlot-Restaurant gegenüber dem Lincoln Center; nach Meinung von Ronald Sturm, dem Manager der Clubs, sollte er jüngeren Mainstream-Musikern wie Marcus Printup, Cyrus Chestnut oder Carl Allen Auftrittsmöglichkeiten geben. Nach drei Umbauten zog der Club schließlich im August 2001 zu seinem heutigen Standort am Broadway/51st Street.
In dem Club entstanden Live-Mitschnitte von Musikern wie Kenny Garrett, Jacky Terrasson, Charlie Haden, Kenny Barron, Benny Carter, Jazz Messengers, Sweets Edison, Anthony Braxton und Clark Terry.
Von 1995 bis zu seinem Tod 2009 im Alter von 94 Jahren trat die Gitarrenlegende Les Paul wöchentlich in dem Club auf.

## Diskographische Hinweise
- 1996: Charlie Haden and Kenny Barron – Night and the City (Verve Records)
- 1997: Sweets Edison & Golden Horns – Live at the Iridium (Telarc)
- 1997: Jazz Messengers – The Legacy of Art Blakey: Live at the Iridium  (Telarc)
- 1998: Cecil Taylor Quartet – Qu'a Yuba: Live at the Iridium Vol. 2 (Cadence Jazz Records)
- 2005: Jean-Michel Pilc – Live at Iridium (Soulfood)
- 2005: Monty Alexander – Live at the Iridium (Telarc)
- 2006: Art Ensemble of Chicago – Non-Cognitive Aspects of the City: Live at Iridium (Pi Recordings)
- 2007: Anthony Braxton – 9 Compositions (Iridium) 2006 (12+1tet) (Firehouse 12 Records)
- 2007: Eddie Daniels – Homecoming: Live at the Iridium (IPO)
- 2008: Kenny Garrett – Sketches of MD : Live at the Iridium Featuring Pharoah Sanders (Mack Avenue)
- 2010: Nobuki Takamen – Live at the Iridium (Summit)